# Denys Popow
Denys Jurijowycz Popow (ukr. Денис Юрійович Попов, ur. 17 lutego 1999 we wsi Myhija, w obwodzie mikołajowskim) – ukraiński piłkarz, grający na pozycji obrońcy.

## Kariera piłkarska

### Kariera klubowa
Wychowanek Wyższej Szkoły Sportowej w Kijowie oraz Akademii Piłkarskiej Dynamo Kijów, barwy których bronił w juniorskich mistrzostwach Ukrainy (DJuFL). 13 marca 2016 roku rozpoczął karierę piłkarską w drużynie Dynamo U-19, potem grał w młodzieżowej drużynie. 13 kwietnia 2019 debiutował w składzie pierwszej drużyny w meczu z FK Mariupol.

### Kariera reprezentacyjna
26 października 2015 debiutował w juniorskiej reprezentacji Ukrainy U-17. W latach 2016–2018 występował w reprezentacji U-19. W 2018 został powołany do młodzieżowej reprezentacji Ukrainy.

## Sukcesy i odznaczenia

### Sukcesy reprezentacyjne
- Mistrzostwo świata U-20: 2019

### Sukcesy klubowe
Dynamo Kijów
- wicemistrz Ukrainy: 2018/19

### Odznaczenia
- Order „Za zasługi” III Klasy – 2019[2]
- tytuł Mistrza Sportu Ukrainy – 2019